# Karmelitenkloster Maria Magdalena (Würzburg)

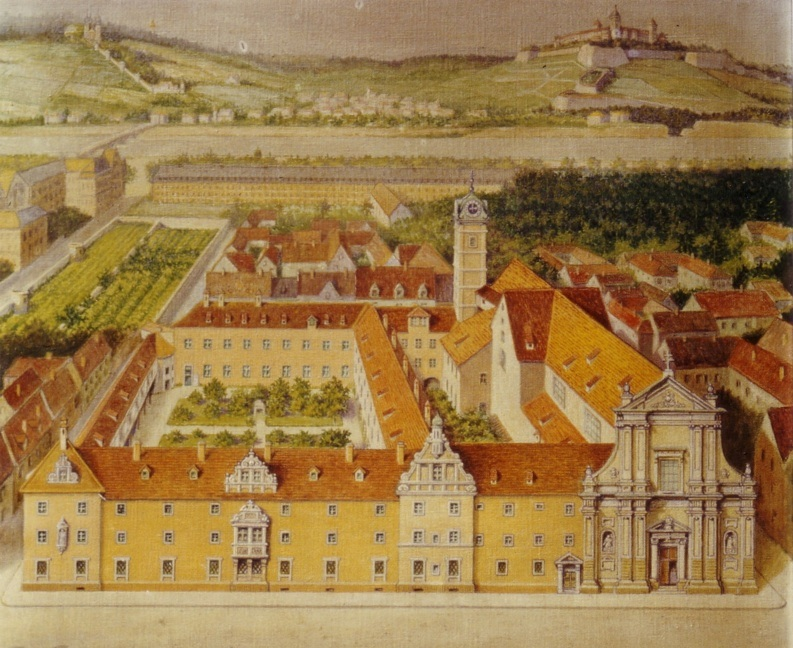
Würzburg, Kloster der Unbeschuhten Karmeliten, barockes Gemälde

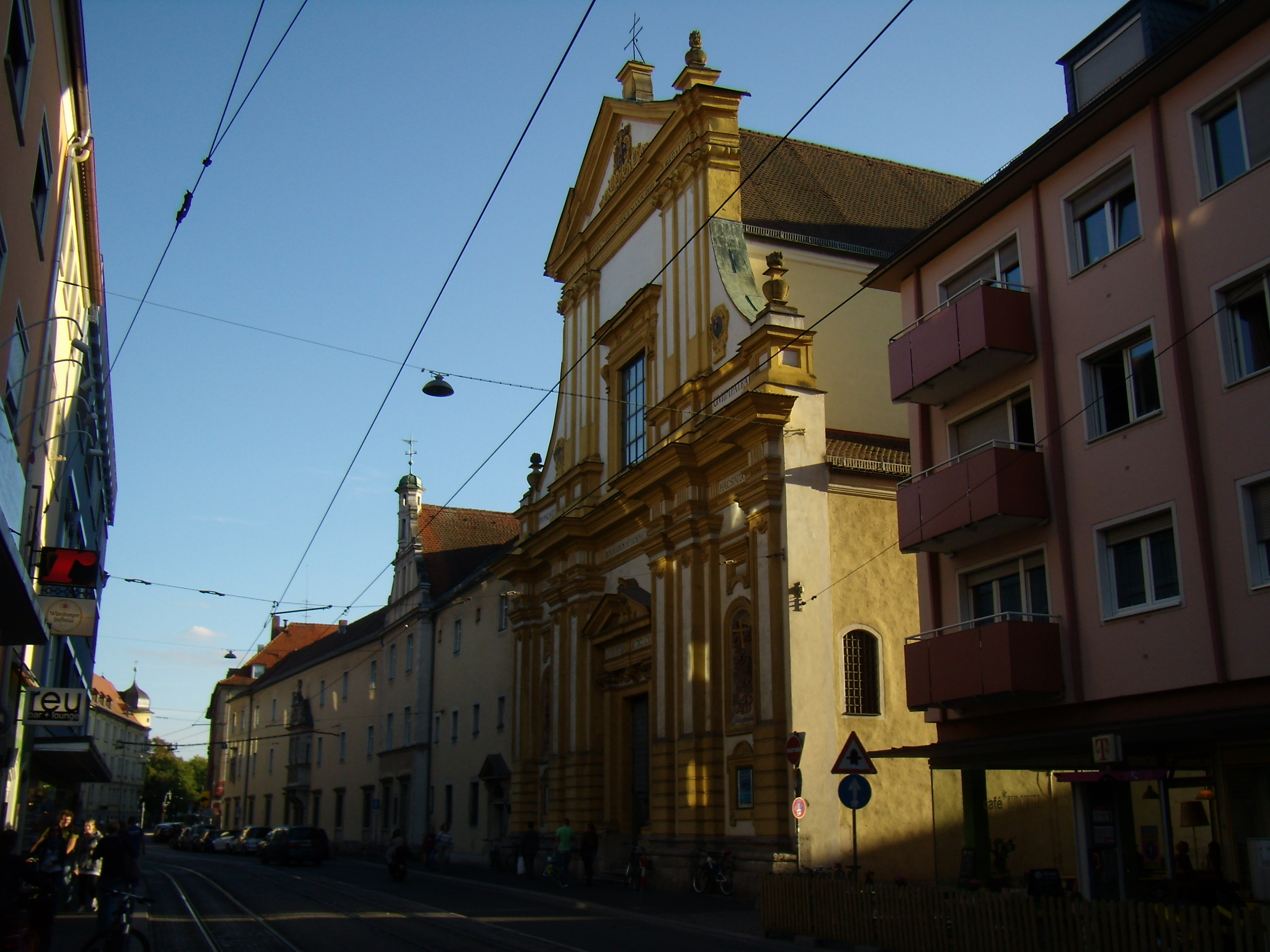
Straßenfront 2011

Das Karmelitenkloster Maria Magdalena, fälschlich auch Reuererkloster genannt, ist ein Kloster der Unbeschuhten Karmeliten in Würzburg in Bayern in der Diözese Würzburg. 
Am Ort des heutigen Karmelitenklosters bestand spätestens seit 1227 ein Kloster der Magdalenerinnen, der sogenannten Reuerinnen. Im Zuge der Reformation gingen die meisten Häuser dieses Ordens unter; das Würzburger Kloster wurde 1564 aufgegeben. Die leerstehenden Klostergebäude wurden 1627 den Unbeschuhten Karmeliten übergeben. Am 19. März 1669 wurde die wahrscheinlich von dem oberitalienischen Architekten Antonio Petrini gestaltete barocke Klosterkirche St. Joseph und St. Maria Magdalena durch Weihbischof Johann Melchior Söllner geweiht. Zu Anfang des 18. Jahrhunderts diente das Kloster als Studienkonvent.
Im Gegensatz zum Kloster St. Barbara der Beschuhten Karmeliten in der Karmelitenstraße wurde das in der Sanderstraße gelegene Kloster der Unbeschuhten Karmeliten (wie auch die Männerklöster der anderen drei Bettelorden in der Stadt Würzburg) während der Säkularisation nicht aufgehoben. Dadurch wurde das Kloster später Ausgangspunkt für die Wiedererrichtung der bayerischen bzw. heute deutschen Ordensprovinz. Die zentrale, mit energischem Durchhaltewillen charakterisierte Gestalt war zu dieser Zeit der für die in Würzburg besonders beliebten unbeschuhten Karmeliten zuständige Prior Cajetan Beckert (1751–1827). 1826 wurde das Weiterbestehen des Klosters durch König Ludwig I., der bis 1825 als Kronprinz in Würzburg residiert und ein gutes Verhältnis zu den „Reuerern“ hatte, offiziell genehmigt.
1908 wurde das Kloster umgebaut. Bombenangriffe am 16. März 1945 zerstörten auch das Kloster mit seiner Kirche. Der Wiederaufbau der Architektur erfolgte bis zum Jahr 1950. 1958 wurde die Kirche schlicht provisorisch ausgestattet. Ab 1976 erfolgte eine umfassende Neuausstattung. Das Kloster beherbergt heute das Internationale Edith Stein Institut, das sich mit der Erforschung des Werkes der Ordensheiligen Edith Stein beschäftigt.
Prior des Klosters ist seit 2014 Roland „Elias“ Haas (* 1962).